# Sphaeronaema indicum
Sphaeronaema indicum är en svampart som beskrevs av P.N. Mathur, S.K. Menon & Thirum. 1959. Sphaeronaema indicum ingår i släktet Sphaeronaema, divisionen sporsäcksvampar och riket svampar.   Inga underarter finns listade i Catalogue of Life.